# Bodil Sangill (skuespiller)
 Der er flere personer med dette navn, se Bodil Sangill.
Bodil Sangill (født 30. april 1932 i Aarhus, død 9. april 2023) var en dansk skuespillerinde, der blev uddannet fra Aarhus Teater i 1954, og på hvilket teater hun sidenhen optrådte flere gange.
Efter sin uddannelse tog hun på studierejse til Frankrig, Tyskland og Sverige og var efterfølgende engageret på en lang række teatre som f.eks. Dansk Folkescene, Aalborg Teater, Nørrebros Teater, Det kongelige Teater, Hvidovre Teater, Amagerscenen og Det Danske Teater. Blandt de stykker hun har medvirket i kan nævnes Gengangere, Hamlet, Skærmydsler, Company, Natten ler, Natten er dagens mor, Kaos er nabo til Gud, Kærlighedens triumf, Lang dags rejse mod nat, Livsens ondskab og Tre søstre. I tv har hun medvirket i serierne Strandvaskeren og TAXA. Bodil Sangill medvirkede i 1958 i to spillefilm, nemlig Styrmand Karlsen og Vagabonderne på Bakkegården, men fik senere i sin karriere et mindre comeback i biograferne med roller i først Ulvepigen Tinke (2002) og siden Drabet (2005).
Bodil Sangill var gift med teaterdirektør Mogens Pedersen og blev mor til teaterleder Susanne Sangill.